# Jaroslav Klimt
Jaroslav Klimt (* 30. prosince 1951) je český fotbalový trenér a bývalý útočník.

## Fotbalová kariéra
V československé lize hrál za Škodu Plzeň. Nastoupil ve 4 ligových utkáních. Gól v lize nedal.

## Ligová bilance
| Ročník                                   | Zápasy | Góly | Minuty | Klub        |
| ---------------------------------------- | ------ | ---- | ------ | ----------- |
| 1. československá fotbalová liga 1975/76 | 3      | 0    | 61     | Škoda Plzeň |
| 1. československá fotbalová liga 1976/77 | 1      | 0    | 45     | Škoda Plzeň |
| CELKEM 1. liga                           | 4      | 0    | 106    |             |